# Pedro Casares
Pedro Casares Hontañón, né le 5 octobre 1983, est un homme politique espagnol membre du Parti socialiste ouvrier espagnol (PSOE).
Il est élu député de la circonscription de Cantabrie lors des élections générales de novembre 2019.

## Biographie

### Origines et famille
Pedro Casares naît à Santander le 5 octobre 1983. Sa sœur, Marián Casares, est également engagée au PSOE où elle exerce les fonctions de secrétaire à l'Égalité de la commission exécutive régionale dirigée par Pablo Zuloaga de 2017 à 2021.

### Études et profession
Pedro Casares est titulaire d'une licence et d'un doctorat en économie. Il enseigne à l'université de Cantabrie en tant que professeur de la section des Fondements de l'analyse économique, au sein du département de l'Économie. À cette occasion, il a été membre du conseil de gouvernement de l'université et de son comité d'entreprise.

### Débuts dans la politique locale
Pedro Casares s'inscrit aux Jeunesses socialistes en 2000 après la victoire du conservateur José María Aznar lors des élections générales. Il devient par la suite secrétaire général des Jeunesses socialistes de Santander (JSS),. Il est remplacé comme secrétaire des JSS en juillet 2010 par José María Gómez Santamaría
Soutenu par Pablo Zuloaga et Lola Gorostiaga, Casares se présente lors du 8e congrès des Jeunesses socialistes de Cantabrie mais est défait par Antonio Bezanilla. Casares et Zuloaga s'affublent alors de la dénomination de « Teletubbies » pour tirer les leçons de cet échec.
Après le congrès du Parti socialiste de Cantabrie-PSOE (PSC-PSOE) de 2008, qui voit la réélection de Lola Gorostiaga comme secrétaire générale régionale, Casares est choisi comme secrétaire à l'Économie et à l'Emploi de la nouvelle commission exécutive régionale (CER). Il est confirmé dans ses fonctions après le congrès de 2012 et l'élection d'Eva Díaz comme nouvelle secrétaire générale,.
En vue des élections générales de novembre 2011, Pedro Casares est investi en deuxième position sur la liste présentée par le PSOE dans la circonscription de Cantabrie mais seule la tête de liste Puerto Gallego remporte l'un des cinq sièges en jeu,.

### Secrétaire général du PSOE de Santander
Casares annonce le 6 juin 2012 sa candidature au secrétariat général de la section socialiste de Santander Sud-est ; la plus importante des quatre sections de la capitale de Cantabrie, aussi appelée Centro. Il soutient sa candidature afin de lutter contre « la perte des droits sociaux et le sentiment que l'État-providence vacille ». Il remporte l'élection le 10 juin suivant avec 266 voix, face aux 200 suffrages remportés par son concurrent du secteur critique, José Luis Gallo. La victoire de Pedro Casares permet au secteur officiel de la secrétaire générale régionale Eva Díaz de s'affirmer dans la capitale, notamment après la courte victoire de 36 voix de la liste de cette dernière à Santander lors de l'élection des délégués au congrès régional du mois de mars précédent, et la victoire du secteur critique lors de l'élection des délégués de Cantabrie au 38e congrès fédéral de février 2012 au mois de janvier. Le secteur officiel remporte également le scrutin dans les sections de Cueto et Cazoña, tandis que le secteur critique gagne dans la section de Montaña-Peñacastillo. Ces victoires permettent au secteur officiel de remporter le secrétariat général socialiste du Grand Santander qui rassemble les militants des quatre sections de la capitale régionale.
Lors des élections municipales de mai 2011, Pedro Casares avait postulé en sixième position sur la liste conduite par Eugenia Gómez de Diego à Santander. Les résultats ayant donné au PSOE cinq des 27 sièges en jeu, Casares n'est pas élu. Il devient cependant conseiller municipal en août 2013 à la faveur de la démission de Ramón Ruiz, promu au sein de la direction régionale du PSC-PSOE au poste de secrétaire à la Coordination et à la Politique institutionnelle, en soutien à la secrétaire générale Eva Díaz,.
Après avoir coordonné la campagne du député madrilène Pedro Sánchez en Cantabrie, il intègre le comité fédéral du PSOE — qui fait office de parlement du parti — à l'occasion du congrès fédéral extraordinaire de juillet 2014,.
Appuyé en ce sens par la CER, Casares se porte candidat aux primaires visant à désigner le secrétaire général du PSOE de Santander — les quatre sections étant désormais unifiées — et le candidat socialiste à la mairie de Santander en vue des élections municipales de mai 2015. Il affronte Judith Pérez Ezquerra, porte-parole des élus socialistes au conseil municipal. Casares bénéficie alors du soutien de l'ensemble des courants socialistes : officiel, critique et partisans de Francisco Fernández Mañanes, concurrent d'Eva Díaz lors du dernier congrès régional du PSC-PSOE. Après avoir réuni une centaine de parrainages en plus que Judith Pérez, Casares remporte la candidature électorale avec 323 voix contre 203 et le secrétariat général avec 314 suffrages contre 193. Il intègre José Luis Gallo alors dans sa commission exécutive au poste de secrétaire à la Coordination et à la Politique institutionnelle. Il défend alors un programme basé sur les services publics, l'emploi des jeunes et la progressivité des impôts locaux,. Au soir du scrutin, Casares obtient le même nombre de sièges que lors du scrutin précédent. Íñigo de la Serna, maire sortant et candidat du Parti populaire (PP), est réélu maire bien qu'ayant perdu la majorité absolue. Casares prend alors la tête du groupe socialiste municipal en devenant porte-parole de celui-ci. Lors du conseil municipal du 17 novembre 2016 qui fait suite à la démission d'Íñigo de la Serna, Casares obtient le soutien des élus socialistes ; la candidate conservatrice Gema Igual étant élue maire à la majorité relative.

### Responsabilités nationales
Pedro Casares soutient la candidature de Pedro Sánchez lors du XXXIXe congrès fédéral de juin 2017, contre la position officielle d'Eva Díaz et du PSOE régional. À ce titre, il participe à l'élaboration du projet-cadre économique du parti, coordonnée par l'économiste José Carlos Díez avec des apports d'Eduardo Madina. Après le retrait de ceux-ci, Beatriz Corredor est chargée de présider la commission du projet économique et Casares est choisi pour présider la commission du projet politique. Pedro Sánchez le choisit ensuite pour intégrer sa nouvelle commission exécutive fédérale (CEF) au poste de secrétaire exécutif aux Transports et aux Infrastructures, sous l'égide du secrétaire pour la Transition écologique de l'économie, Hugo Morán. Il devient alors le membre le plus jeune de la nouvelle direction.
Réélu secrétaire général du PSOE de Santander dans les derniers mois de 2017 face à Ramón Ruiz « partisan du secteur critique emmené par Eva Díaz, qui a perdu le congrès régional du PSC-PSOE face à Pablo Zuloaga »,,, Pedro Casares annonce au début du mois de septembre 2018 sa candidature aux primaires visant à désigner le candidat socialiste à la mairie de Santander en vue des élections municipales de mai 2019. Il est automatiquement investi candidat après le refus du secteur critique d'Eva Díaz de présenter un candidat. Il échoue une nouvelle fois à ravir la mairie aux conservateurs mais parvient à remporter deux mandats de conseiller supplémentaires, soit 7 sur 27. Casares conserve alors ses fonctions de porte-parole du groupe socialiste municipal.
Le retrait de Luis Santos Clemente, candidat tête de liste du PSOE lors des élections générales d'avril 2019, conduit Casares à se porter candidat en vue du scrutin législatif anticipé du mois de novembre dans la circonscription de Cantabrie. Sa liste n'obtient cependant qu'un seul des cinq mandats en jeu, contre les deux obtenus quelques mois plus tôt. À l'échelle de la communauté autonome, les socialistes perdent également deux sièges de sénateur sur les trois qu'ils détenaient, au bénéfice du PP. Casares démissionne alors de son mandat municipal, qui revient à Concha González. Le conseiller municipal et secrétaire à l'Organisation du PSOE de Santander, Daniel Fernández est choisi comme porte-parole du groupe socialiste. Au Congrès des députés, Casares officie notamment comme porte-parole des députés socialistes à la commission des Affaires économiques et de la Transformation numérique et membre de la commission du Budget et de celle des Transports, de la Mobilité et des Programmes urbains. Il intègre également la députation permanente.
Casares devient en août 2020 secrétaire de la CEF au Logement, à l'Aménagement du territoire, aux Infrastructures et aux Transports en remplacement de Beatriz Corredor et intègre de ce fait la direction permanente du parti. À l'issue du 40e congrès fédéral d'octobre 2021, au cours duquel Pedro Sánchez est reconduit comme secrétaire général du PSOE, Pedro Casares est désigné comme secrétaire à la Politique économique et à la Transformation numérique,. Il est réélu le 20 mars 2022 secrétaire général de la section de Santander par 209 voix pour et 12 votes blancs parmi les militants, soit un soutien de 94,6 % des suffrages exprimés.

### Secrétaire général du PSOE de Cantabrie
Reconduit comme tête de liste en Cantabrie pour les élections générales anticipées du 23 juillet 2023, donc réélu au Congrès des députés, il soutient dans la perspective du XLIe congrès fédéral du PSOE, convoqué en novembre 2024, la liste présentée par la maire de Castro Urdiales Susana Herrán pour l'élection des délégués de la fédération cantabre, contre celle conduite par Pablo Zuloaga (es). Si la candidature de Herrán s'impose avec 29 voix d'avance sur celle de Zuloaga, Pedro Casares est ejecté de la commission exécutive fédérale à la clôture du congrès, le 1er décembre 2024, au profit de la déléguée du gouvernement Eugenia Gómez de Diego (es), proche de Zuloaga.
Le 11 janvier 2025, il annonce devant 300 militants réunis à Santander qu'il a l'intention de postuler à l'élection primaire pour le secrétariat général du Parti socialiste de Cantabrie-PSOE (PSC-PSOE). Se présentant comme le candidat des militants et des sections contre l'appareil que représenterait son concurrent Pablo Zuloaga, il bénéficie du soutien de Susana Herrán, des maires de Cartes et Ruiloba, du porte-parole au conseil municipal de Santander Daniel Fernández, de l'ex-déléguée du gouvernement Ainoa Quiñones (es) et des figures historiques Maxi Valle, Lola Gorostiaga, Eva Díaz Tezanos (es) et Ángel Duque Herrera (es). Il dépose le 4 février au siège du parti les parrainages d'adhérents nécessaires pour pouvoir se présenter. Lors du vote des militants le 16 février, il l'emporte face à Zuloaga avec 52,35 % des suffrages exprimés, soit 129 voix d'avance sur 2 392 votants, ce qui représente un taux de participation de 86,4 % des inscrits.
Le XVe congrès régional du PSC-PSOE ratifie le 16 mars suivant sa proposition pour la commission exécutive régionale, qui compte 42 membres. La présidence (honorifique) revient à María Luisa Real (es), les postes de vice-secrétaires généraux sont confiés à Susana Herrán et au maire de Colindres Javier Incera, le maire de Cartes Agustín Molleda prend le secrétariat à l'Organisation et Ainoa Quiñones se voit confier les fonctions de porte-parole. Cette nouvelle équipe, qui intègre également quatre soutiens de Zuloaga, est approuvée par 65,6 % des voix des délégués. La commission exécutive procède, le 27 mars, au remplacement de Pablo Zuloaga comme porte-parole du groupe au Parlement de Cantabrie et qui doit céder sa place à Mario Iglesias, seul député perçu comme proche de Pedro Casares. Le 24 mai, Daniel Fernández le remplace au secrétariat du PSOE de Santander. À l'occasion d'un remaniement de la commission exécutive fédérale orchestré en juillet 2025 par Pedro Sánchez, Pedro Casares en profite pour remplacer Eugenia Gómez Diego par une de ses proches, membre de la direction régionale, Carmen González.
À l'occasion d'un Conseil des ministres le 29 juillet, il est nommé délégué du gouvernement en Cantabrie. À l'image de Pablo Zuloaga avant les élections autonomiques de 2019, la délégation du gouvernement doit offrir à Pedro Casares une meilleure visibilité et lui garantir une présence publique dans la perspective des élections régionales de 2027. Cinquième délégué du gouvernement en sept ans, depuis le retour au pouvoir des socialistes, il démissionne du Congrès des députés pour pouvoir accéder à sa nouvelle fonction